# ФК Кајзерслаутерн
ФК Кајзерслаутерн је немачки фудбалски клуб из Кајзерслаутерна.
Клуб је основан 2. јуна 1900. године. Боје клуба су црвена и бела. Од 1920. године своје утакмице играју на Стадиону Фриц Валтер. Освојили су четири пута немачко првенство, два немачка купа и један немачки суперкуп.

## Успеси

### Национални
- Првенство Немачке

- Првак (4):1951, 1953, 1991, 1998.

- Куп Немачке

- Освајач (2): : 1990, 1996.

- Суперкуп Немачке

- Освајач (1): : 1991.

- Друга лига Немачке

- Освајач (2): 1997, 2010.

- Фуџи куп Немачке (претеча лига купа)

- Финалиста (1) : 1992.

### Међународни
- Лига шампиона

- Четвртфинале (1): : 1999.

- Куп УЕФА

- Полуфинале (2): 1982, 2001.